# Vilbert (Seine-et-Marne)
Pour les articles homonymes, voir Vilbert.
Vilbert est une ancienne commune française du département de Seine-et-Marne. Le 1er janvier 1972, Vilbert a fusionné avec la commune de Bernay-en-Brie pour former la nouvelle commune de Bernay-Vilbert.

## Géographie

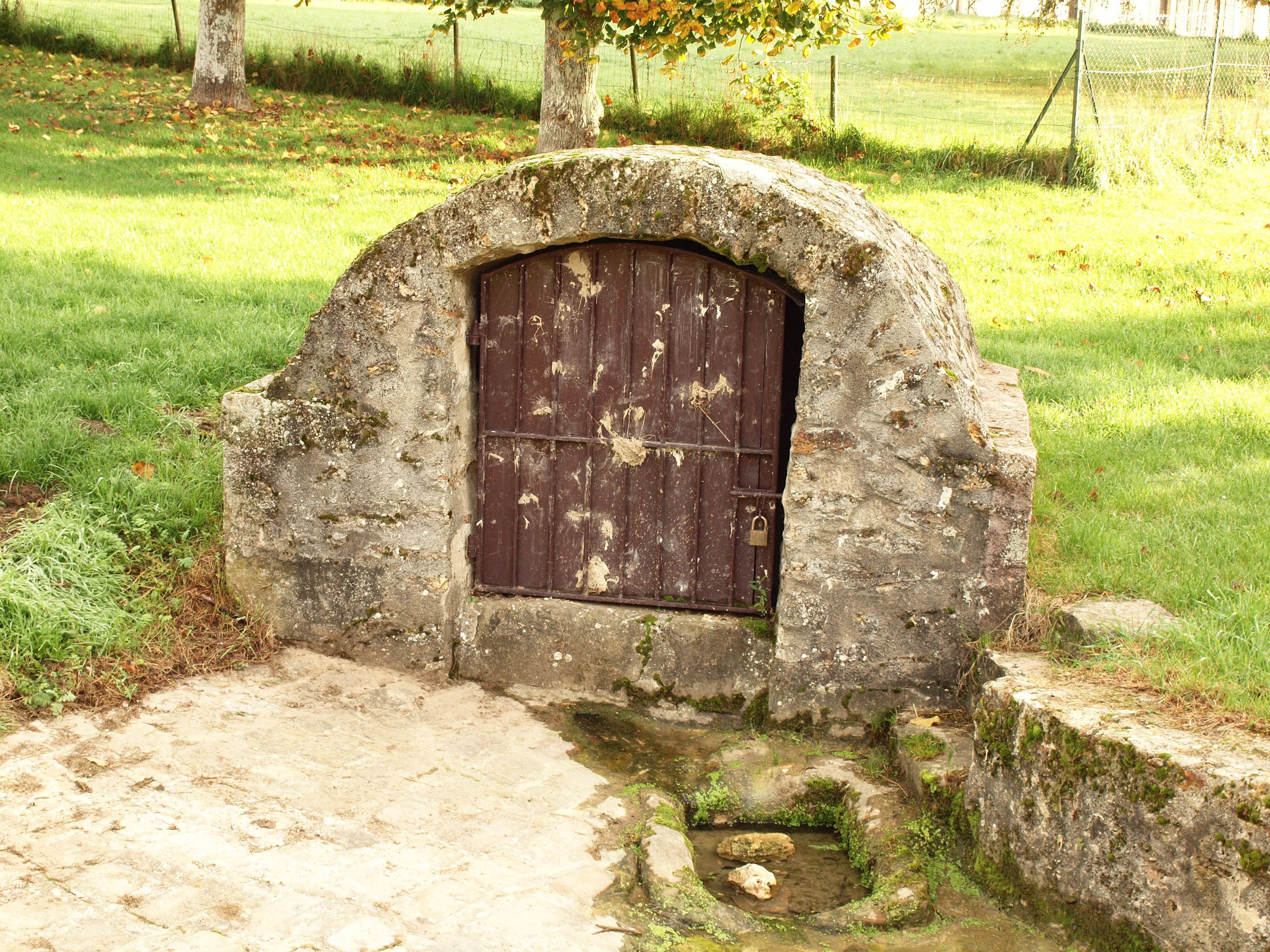
Source.

## Toponymie
Le nom de la localité est mentionné sous la forme Vile Baart (forteresse) en 1270 ; Villabeardi vers 1350 ; La forteresse de Villebert en 1381 ; Villebart en 1384 ; Villebert en 1400.

## Histoire
Ancien fief et château, canton de Rozay-en-Brie.
En 1789, Bernay faisait partie de l'élection de Rozay et de la généralité de Paris et était régi par la coutume de Paris. L'église paroissiale, appartenant au diocèse de Sens, doyenné de Melun, était dédiée à saint Pierre ; la collation appartenait l'archevêque de Sens.

## Politique et administration
| Période                                  | Période  | Identité           | Étiquette | Qualité |
| ---------------------------------------- | -------- | ------------------ | --------- | ------- |
| 2008                                     | 2014     | Véronique SCHAAF   |           |         |
| 2014                                     | 2020     | Véronique SCHAAF   |           |         |
| 2020                                     | 2022     | Éric HERVÉ         |           |         |
| 2022                                     | en cours | Émilie DESMARECAUX |           |         |
| Les données manquantes sont à compléter. |          |                    |           |         |

## Démographie
| 1911 | 1921 | 1926 | 1931 | 1936 | 1946 | 1954 | 1962 | 1968 |
| ---- | ---- | ---- | ---- | ---- | ---- | ---- | ---- | ---- |
| 233  | 214  | 212  | 213  | 217  | 160  | 141  | 163  | 148  |